# ديريك لي (عالم بيئة)
ديريك لي (بالإنجليزية: Derek Lee)‏ هو عالم بيئة أمريكي، ولد في 1971.